# National Geographic (Italia)
National Geographic, anche abbreviato in Nat Geo, è stato un canale televisivo tematico italiano a pagamento edito da Fox Networks Group Italy e disponibile nella piattaforma televisiva a pagamento Sky Italia. Era l'edizione italiana dell'omonimo canale televisivo, presente in più di 140 paesi del mondo in edizione localizzata.

## Storia
National Geographic Channel diventa disponibile per il mercato televisivo italiano dal 1º aprile 2000 sulla piattaforma televisiva Stream TV. In seguito alla chiusura di Stream TV e contestualmente alla nascita della piattaforma televisiva Sky, il 31 luglio 2003 National Geographic Channel viene inglobato in quest'ultima. 
Il 1º settembre 2004 viene lanciato National Geographic Channel +1.
Il 10 luglio 2006 viene lanciato National Geographic Channel HD al canale 409 dello Sky Box HD, che inizialmente aveva una programmazione diversa da quella del canale principale. Il 19 luglio 2009 National Geographic Channel HD passò dal canale 409 al canale 402 e a partire dal 1º settembre 2009 ritrasmette la stessa programmazione di National Geographic Channel. Dall'8 novembre 2010 la versione HD, a seguito di una riorganizzazione della sezione "Mondi e culture", passa al canale 403.
Il 15 novembre 2016 il canale subisce un rebrand e cambiò nome in National Geographic.
Il 1º giugno 2018 diventa disponibile anche sul digitale terrestre all'interno della piattaforma Mediaset Premium.
Il 1º aprile 2020 diventa disponibile anche su Now TV insieme ai contenuti on demand di NatGeo+.
Dal 1º luglio 2020 il canale National Geographic non è più disponibile per i clienti Sky sul digitale terrestre.
Dal 9 settembre 2020 il canale è visibile esclusivamente in HD sul satellite; tuttavia la versione SD del canale ha continuato a essere disponibile in streaming su Sky Go fino al 29 marzo 2021.
Il 1º ottobre 2022 il canale, insieme a National Geographic Wild e i rispettivi timeshift, cessa definitivamente le trasmissioni. I contenuti resteranno disponibili on demand sulla piattaforma streaming Disney+.

## Contenuti
National Geographic trasmette documentari di ogni genere, da quelli sugli animali (Animali assassini e Animali D.O.C.) a quelli drammatici (Quei secondi fatali e Indagini ad alta quota) a quelli di scienza (Ai confini della scienza e Notizie dal pianeta Terra). In seguito alla nascita del canale National Geographic Wild, i documentari sugli animali si sono spostati. Raramente però vengono trasmessi documentari sul mondo animale. Le vecchie serie Mayday. Disastri aerei e Mayday, Scena del disastro sono state inglobate nella serie Indagini ad alta quota.

## Altre versioni

### National Geographic +1
National Geographic +1 è stata la versione timeshift del canale che trasmetteva la programmazione di National Geographic posticipata di un'ora.

### National Geographic HD
National Geographic HD è stata la versione in alta definizione di National Geographic.

## Programmi televisivi
- Non lo sapevo!
- I cacciatori del mare
- Costruire senza frontiere
- Ragni samurai
- Campo base
- Hogzilla
- Indagini ad alta quota
- Quei secondi fatali
- Marte
- Megastrutture
- Megastrutture giganti
- Megastrutture ecologiche
- Megastrutture antiche
- Kalahari
- Supermetropoli
- Deep Jungle
- James May's Toy Stories
- Hai mai provato a...?
- Mega grattacieli
- Scienziati pazzi
- Io uccido
- Viaggio nel futuro
- The Story of God with Morgan Freeman
- La nostra storia con Morgan Freeman
- One Strange Rock
- Viaggio nel mercato nero. Con Mariana Van Zeller
- Gli apocalittici

## Loghi

31 luglio 2003 - 15 novembre 2016
15 novembre 2016 - 1º ottobre 2022

## Ascolti

### Share 24h* di National Geographic[3]
|      | Gennaio | Febbraio | Marzo | Aprile | Maggio | Giugno | Luglio | Agosto | Settembre | Ottobre | Novembre | Dicembre | Media anno |
| ---- | ------- | -------- | ----- | ------ | ------ | ------ | ------ | ------ | --------- | ------- | -------- | -------- | ---------- |
| 2014 | -       | -        | -     |        |        |        |        |        |           |         |          |          |            |
| 2015 | 0,08%   |          |       |        |        |        |        |        |           |         |          |          |            |

* Giorno medio mensile su target individui 4+